# Soulane
Die Soulane ist ein kleiner Fluss in Frankreich, der im Département Cantal in der Region Auvergne-Rhône-Alpes verläuft. Sie entspringt im südlichen Gemeindegebiet von Saint-Cernin, entwässert generell in westlicher Richtung und mündet nach rund 19 Kilometern an der Gemeindegrenze von Saint-Illide und Saint-Santin-Cantalès als rechter Nebenfluss in die Etze.

## Orte am Fluss
(Reihenfolge in Fließrichtung)
- Puech Marzes, Gemeinde Saint-Cernin
- Favars, Gemeinde Freix-Anglards
- Goutenègre, Gemeinde Saint-Illide